# Гданськ (порт)
54°22′59″ пн. ш. 18°39′54″ сх. д. / 54.383055555556° пн. ш. 18.665° сх. д.
Гданський морський порт — морський порт у Гданській затоці на річці Мертва Вісла, розташований у Гданську, Поморське воєводство. 
Це один з найбільших портів на Балтійському морі.
Площа порту займає 3248 га, а загальна довжина причалів становить 23700 м.

У 2006 році морський порт Гданська посів перше місце серед морських портів Польщі за вантажообігом — склав 24,207 млн. тонн. 
Вантажообіг порту у 2008 році склав 17,78 млн. тонн, а у 2011 році – 23,5 млн. тонн. 
Це комерційний порт, основна частина вантажообігу — рідке паливо. 
21 серпня 2013 року найбільший контейнеровоз у світі класу Triple-E MS Mærsk Mc-Kinney Møller (довжина 399 м) пришвартувався до причалу контейнерного термінала DCT Gdańsk 
. 
У 2015 році Гданський порт перевантажив рекордні 36 мільйонів тонн вантажів (зростання на 11% порівняно з 2014 роком), збільшивши обсяг на 3% свою частку на ринку морських перевалок у Польщі. 
Найбільше було перевантажено рідкого палива (15 млн. тонн – зростання приблизно на 18%), що є ще одним історичним рекордом. 
Чистий прибуток порту склав приблизно 83,3 млн. злотих 

У 2017 році перевалка в порту склала 40,6 млн тонн — Гданськ обійняв 6 місце серед балтійських портів. 
Поріг у 40 мільйонів тонн ніколи не долав жоден польський морський порт 
. 
У 2018 році тенденція до зростання збереглася, за 11 місяців перевалки досягли 44,7 млн тонн 
, 
а за весь 2018 рік – 49 млн тонн, тобто на 20% більше, ніж роком раніше, що забезпечило порту Гданськ 4 місце на Балтійському морі. 
У 2018 році всі польські порти перевантажили 101 млн тонн вантажів, а всі порти Балтії – близько 900 млн тонн 
. 
Перевалка у 2019 році завершилася на рівні 52 млн т. 
Пандемія COVID-19 призвела до зниження обсягів перевалки в першому півріччі 2020 року на 15,2 відсотка. до 23,2 млн. тонн, проте це зниження виявилося меншим, ніж в інших європейських портах, у результаті чого порт у Гданську увійшов до 20 найбільших портів континенту за обсягом перевалки, випередивши, зокрема, Генуя і Дюнкерк 
. 
Весь 2020 рік закінчився зниженням вантажів на 8% з 52 до 48 млн тонн, а чистий прибуток досяг 65 млн злотих 
. 
З тих же причин у січні 2021 року порт Гданськ з перевалкою 4,6 млн тонн став третім за цим показником портом на Балтійському морі (після Усть-Луги та Санкт-Петербурга, випередивши Приморський та Клайпеду) 
; 
такий стан зберігався протягом першого кварталу 2021 року, коли було перевантажено 13,3 млн тонн вантажів 
. 
Війна між Росією та Україною призвела до того, що в першому кварталі 2022 року порт Гданськ за загальною кількістю перевалок вийшов на друге місце серед портів Балтійського моря з результатом 561 396 TEU, зберігаючи статус найбільшого контейнерного порту 
.
У морському порту Гданська є бази для перевантаження: рідкого палива, фосфатів, рідкої та гранульованої сірки, перевантаження цитрусових та перевантаження нових легкових автомобілів. 
Порт має термінали: поромний, контейнерний, вугільний, перевантажувальний зрідженого газу. 
У квітні 2019 року уряд підтвердив план будівництва плавучого терміналу т. зв FSRU ( Floating Storage and Regasification Unit), тобто оснащений бортовим обладнанням для регазифікації зрідженого природного газу 
.

## Розташування

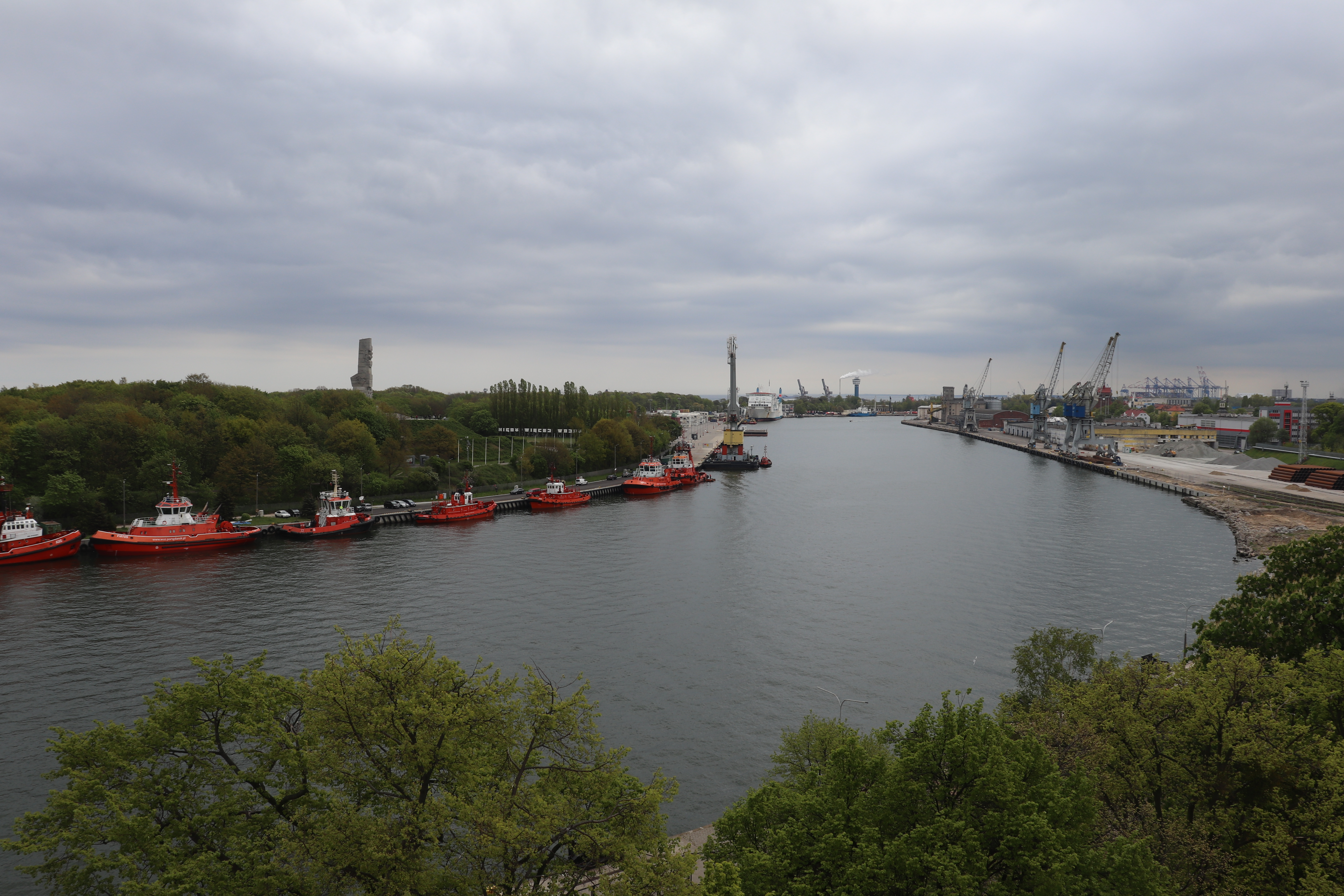
Вхід до порту Гданська, ліворуч півострів Вестерплатте, праворуч Новий порт вдалині, портові крани

Морський порт Гданськ розташований на південному узбережжі Балтійського моря, у східній частині Поморського воєводства, що становить північну частину міста Гданськ, у західній частині Віслинської коси, а південна частина лежить у Віслянські Жулави.
Порт розташований на ділянці гирла Мертви Вісли до Гданської затоки, охоплюючи східний і західний береги, а також острів Острув, розташований між берегами та фортецею Віслоуйсьце. 
Порт охоплює західну частину Портового острова без півострова Вестерплатте, а також його східну смугу в гирлі Вісла Смяла.

..
Порт займає площу 679 га суші та 412,6 га акваторії 
.
Межі морського порту в Гданську визначені постановою 2012 року 
.
| Групи навантажень | Вантажообіг [тонн] | %      |
| ----------------- | ------------------ | ------ |
| Рідке паливо      | 12 808 547         | 34,35% |
| Насипне та дерево | 14 549 116         | 39,02% |
| Вугілля           | 5 080 910          | 13,63% |
| Злакові           | 1 147 953          | 3,08%  |
| Інша маса         | 3 702 443          | 9,93%  |
| Всього (Σ)        | 37 288 969         | 100%   |

Відповідно до Закону, морський порт у Гданську є одним із чотирьох морських портів , які мають фундаментальне значення для польського національного господарства .

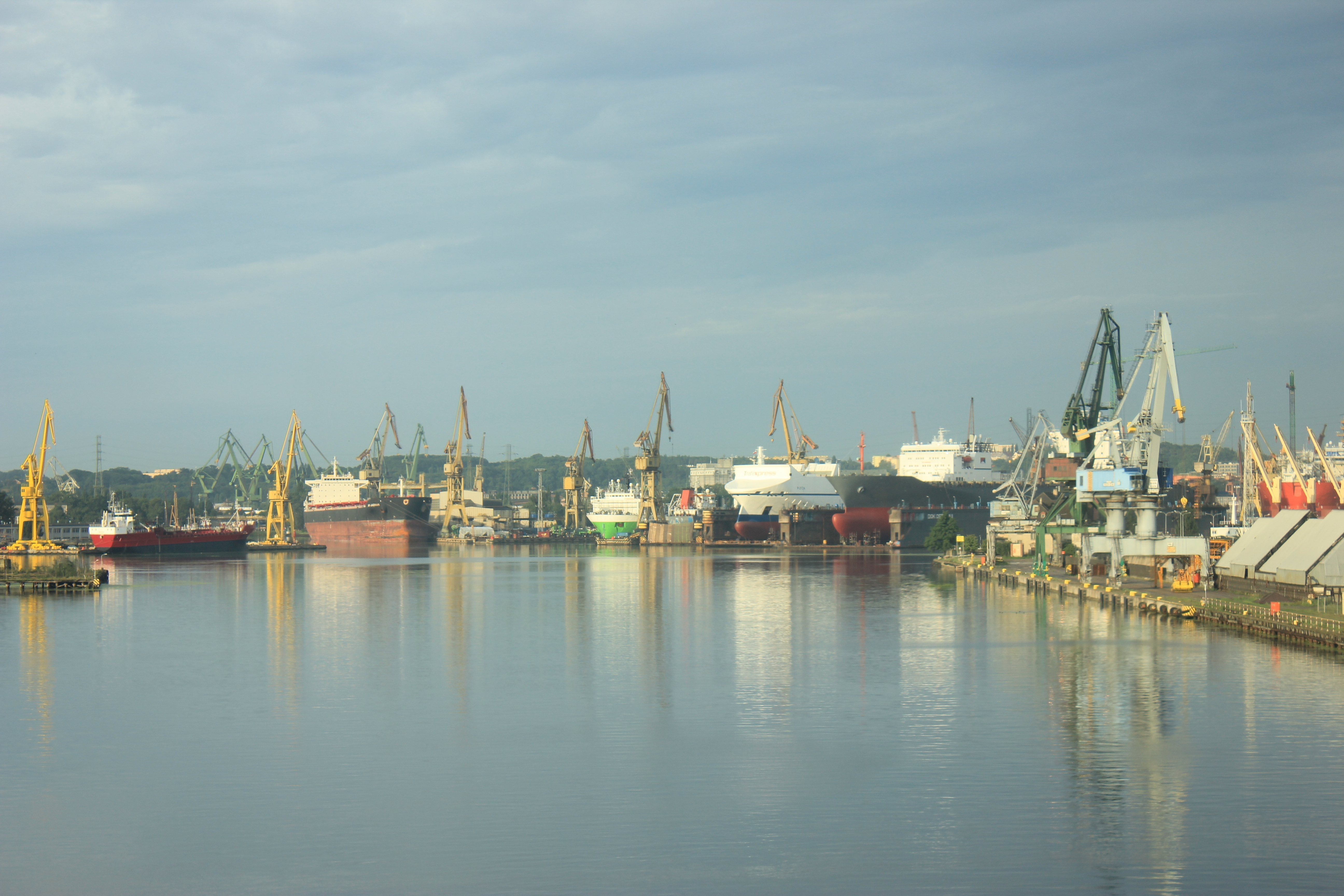
Гданська корабельня "Remontowa"

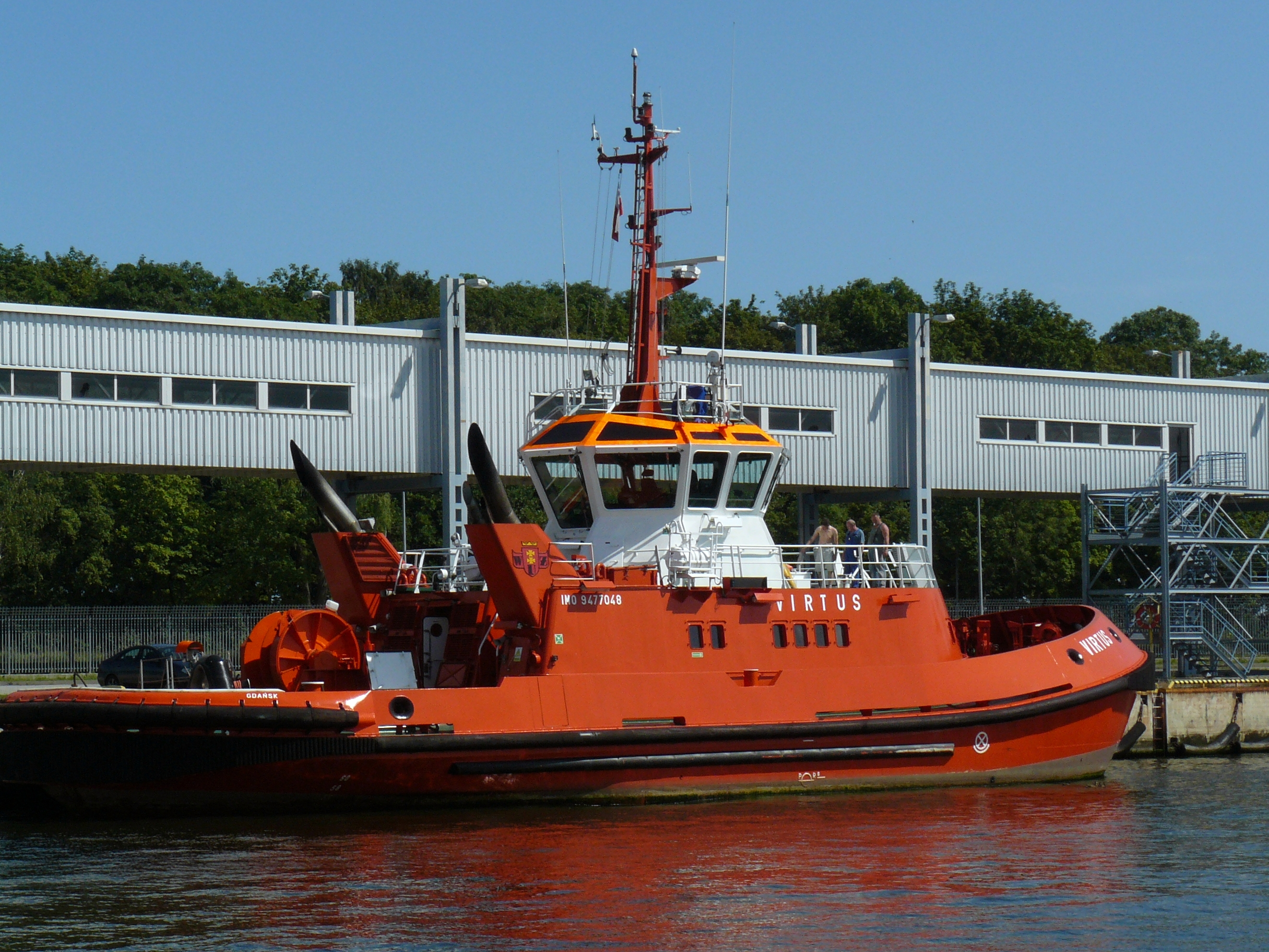
Буксир "Віртус", на задньому плані - поромний термінал Вестерплатте

У 2006 році загальний вантажообіг порту Гданська становив 24,207 млн. тонн, що становило 40,13% перевалкового обороту морських портів Польщі. 
З них 23,759 млн. тонн товарообігу припадало на міжнародну морську торгівлю, а 448,4 тис. тонн. тонн (1,85%) було пов'язано з внутрішньою торгівлею . 
У 2008 році загальний вантажообіг Гданського порту склав 17781 тис. тонн, з яких найбільше (58,23%) рідкого палива при вантажообігу 10353 тис. тонн. тон. 
Загальна обробка контейнерів склала 185 661 TEU 
. 
У 2011 році вантажообіг склав 23,5 тис. тонн. тонн, більшість з яких становили сира нафта та продукти переробки (44%) та контейнерні вантажі (31,1%). 
У 2019 році порт перевантажив понад 52 мільйони тонн вантажів, отримавши чистий прибуток у 60 мільйонів злотих
.
У порту працює одна з найбільших у Польщі Гданська корабельня, а також Remontowa Shipbuilding, Гданська корабельня Remontowa, корабельня Вісла.
Порт пропонує регулярне судноплавне сполучення з 17 країнами 
. 
У 2008 році було обслужено 188 392 пасажири 
. 
Polferries має свою поромну базу в порту, який налагодив 4 поромні лінії з Гданська.
Є тут і база рідкого палива. 
Гданський порт має поромний термінал, вугільний термінал, термінал перевалки скрапленого газу та контейнерний термінал. 
У порту створено вільну митну територію площею 33,5 га.

## Навігація

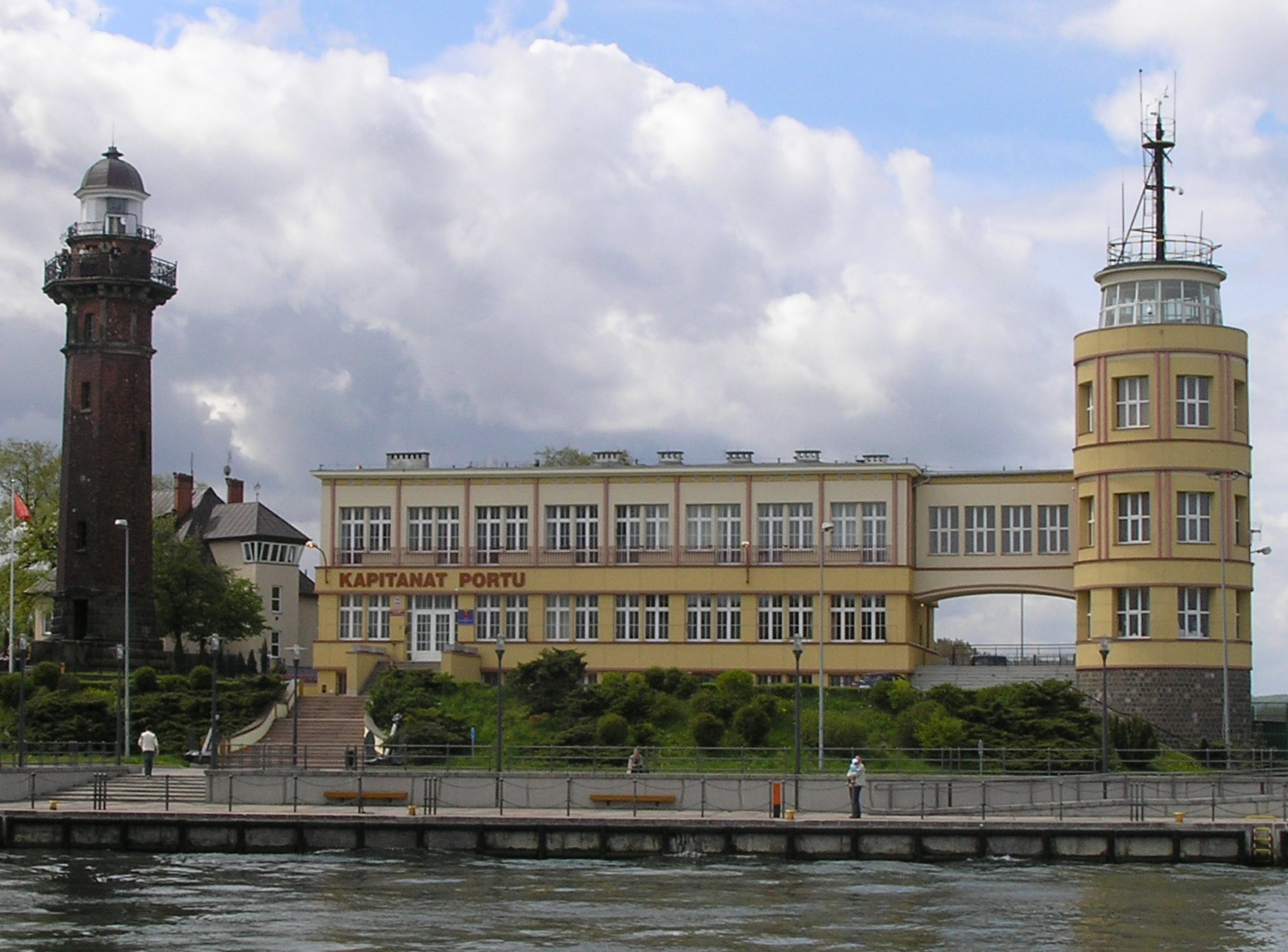
Порт Гданськ - капітанат Нового порту

Загалом судна можуть заходити в порт Гданська при середньому рівні води:
- до Нового порту[en] – судна довжиною до 225 м і осадкою до 10,20 м,
- до Північного порту[pl], крім причалу "Т", судна довжиною до 300 м і осадкою до 15,0 м,
- на причалі «Т» можуть обслуговуватися судна довжиною до 350 м і осадкою до 15,0 м.

Згідно з розпорядженням, капітанат порту Гданська може в обґрунтованих випадках дозволити вхід або вихід суден, більших за ті, що згадані вище, однак максимальна довжина судна, яке обслуговується в Новому порту Гданська, не може перевищувати 280 м 
.
Взимку порт не замерзає 
.

## Інфраструктура

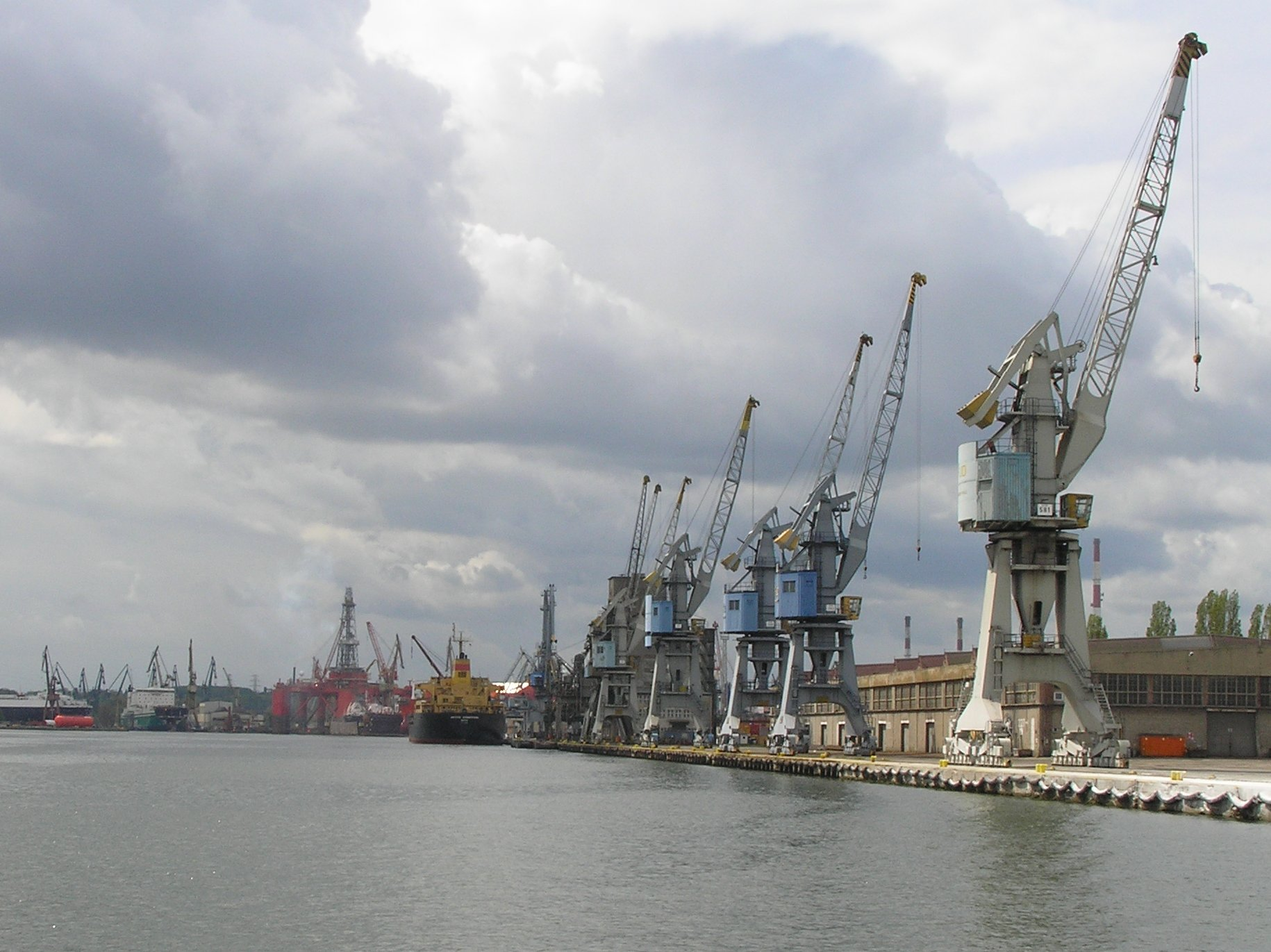
Праворуч портові крани на набережній Вісли, на задньому плані корабельня

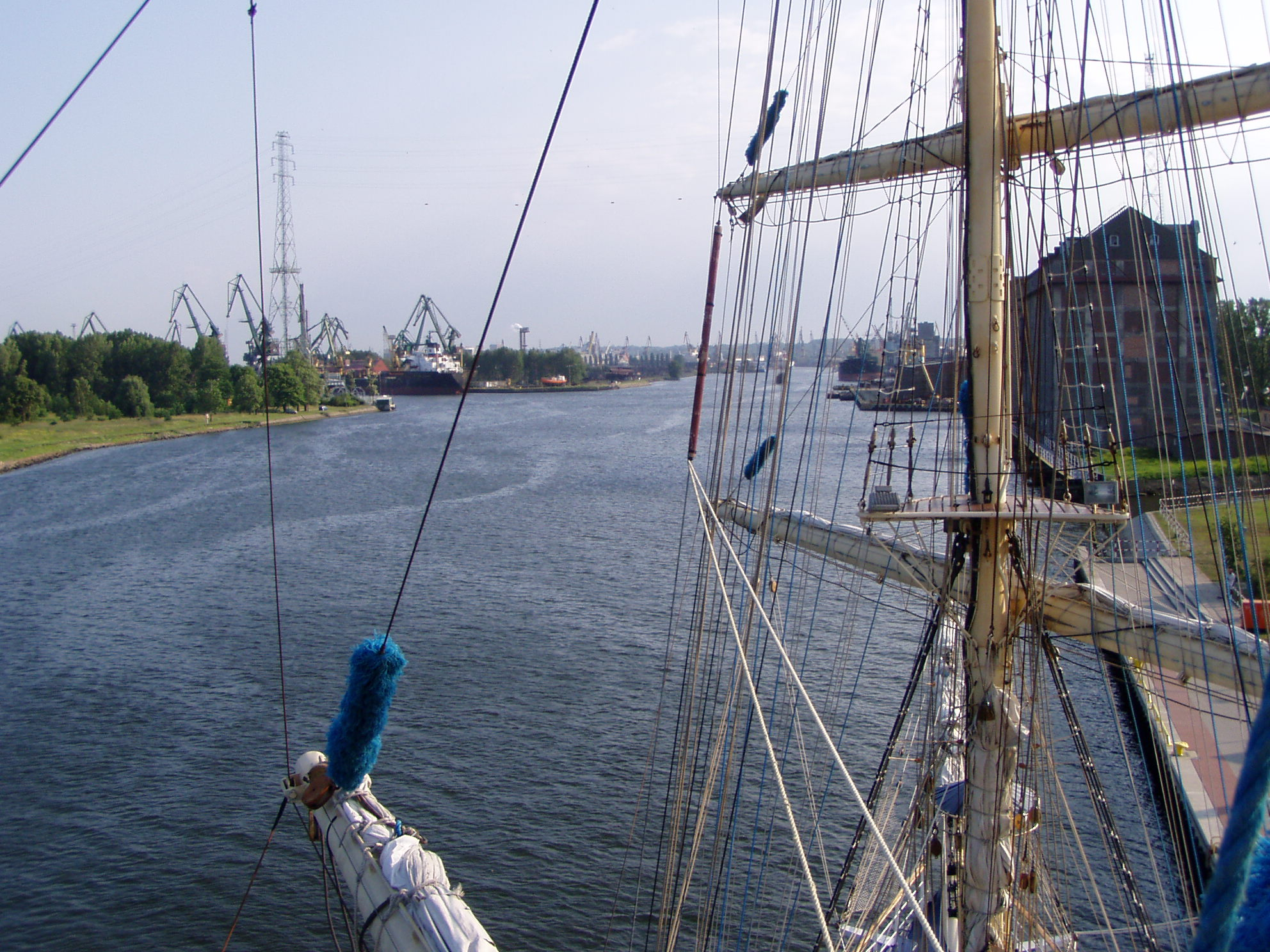
Вид на порт з грот-щогли вітрильника «Фридерик Шопен». Ліворуч набережна Рудове та набережна Дворжеца Джевни. Праворуч зерносховища на набережній Вісли.

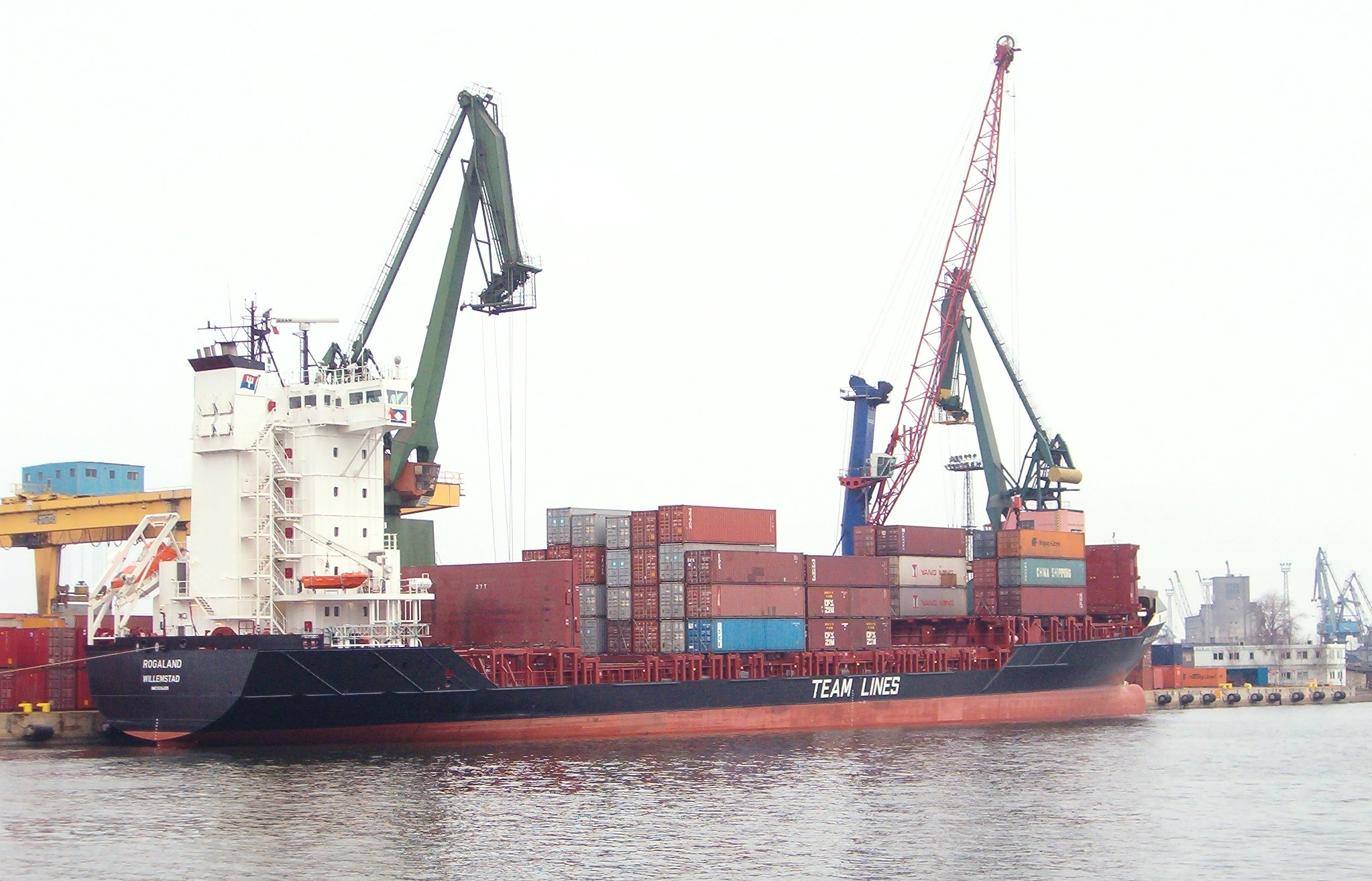
Розвантаження контейнеровоза Rogaland на Гданському контейнерному терміналі

Портовою інфраструктурою керує компанія комерційного права «Zarząd Morskiego Portu Gdańsk SA,» яка також надає послуги, пов’язані з її використанням. 
Адміністрація порту Гданська SA належить до Європейської організації морських портів (ESPO). 
Головою правління є Лукаш Грейнке 
.
За даними ЦСУ від 2006 року, загальна довжина причалів порту становить 21 214 м 
. 
Площа складських приміщень у Гданському порту становить 548 000 м², а площа складських приміщень порту становить 106 300 м² 
. 
Адміністрація порту заявляє про вантажопідйомність внутрішнього порту в 11,5 млн. тонн, а Північного порту — у 48,5 млн. тонн 
.

### Внутрішній порт
Новий порт є частиною Гданського порту, охоплюючи територію вздовж Мертвої Вісли та Портового каналу , він може приймати судна максимальною довжиною 225 м.
Ця частина порту має універсальні причали для перевалки генеральних і сипучих вантажів — зерна, добрив, пиломатеріалів, руди, сталі, ро-ро.
Список баз і терміналів у внутрішньому порту
- Гданський порт Eksploatacja Sp. z o. o. - портовий оператор у Гурницькому басейні та на набережних WOC, Олівське, Вісляне та Щецин; універсальний оператор з перевалки насипних і генеральних вантажів, негабаритних, зернових і контейнерів
- Гданський контейнерний термінал[pl] – розташований на Щецинській набережній на річці Мертва Вісла; складські двори займають 67 417 м²; контейнерообіг у 2007 році склав 91 127 TEU
- Поромна база PŻB на набережній Зюлковського
- Поромний термінал Вестерплатте[pl] на набережній Оборонців Вестерплятте
- перевантажувальна база рідкої та гранульованої сірки
- база перевалки фосфатів
- перевантажувальна база цитрусових в безмитній зоні
- автотермінал у безмитній зоні

### Північний порт

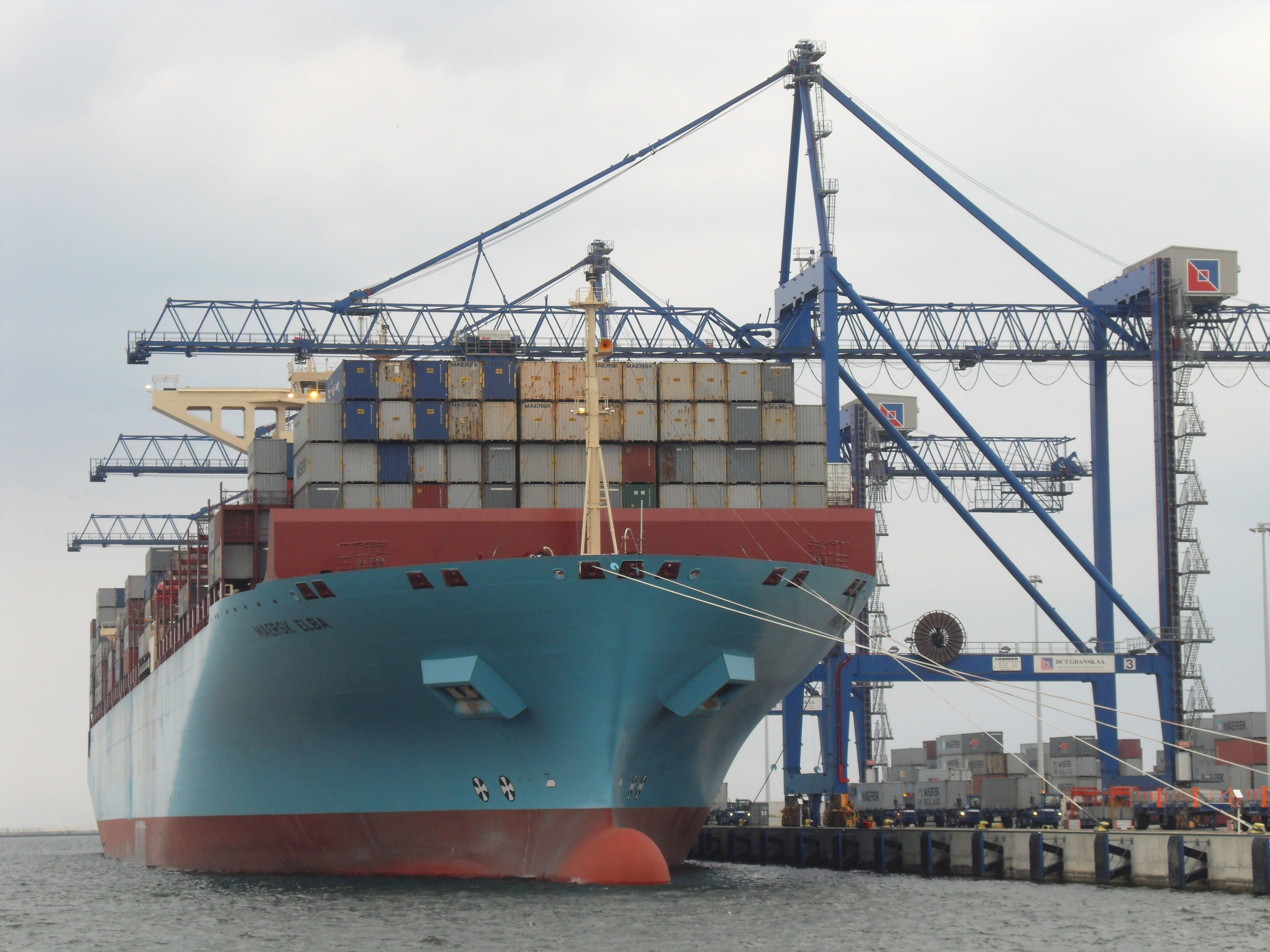
MS "Maersk Elba" біля причалу DCT Gdańsk, Північний порт

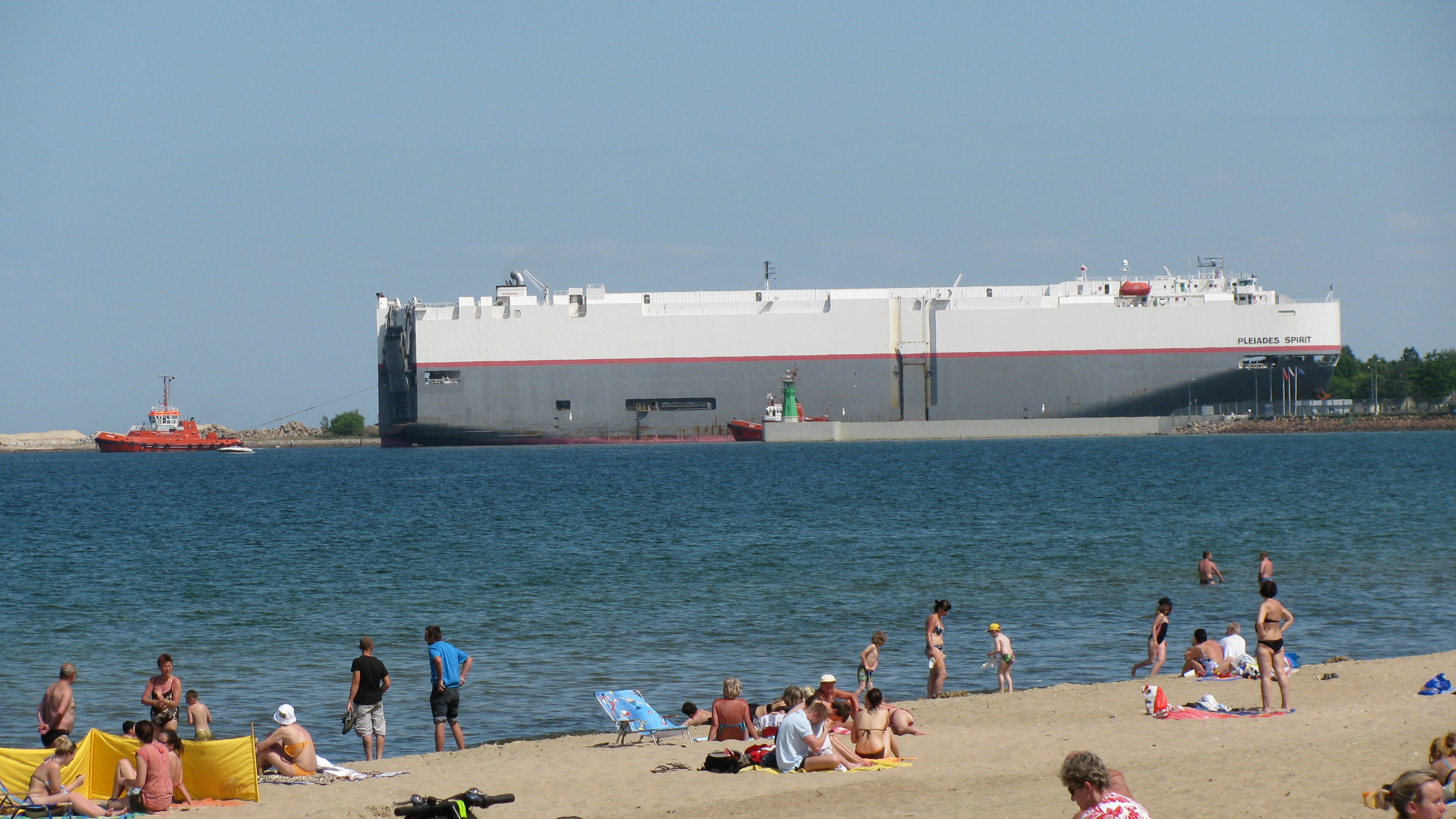
Автомобільний перевізник «Pleiades Spirit» виходить з порту

Північний порт — глибоководна (осадка до 15 м) частина Гданського порту, побудована в 1975 році разом з Гданським нафтопереробним заводом, з яким з'єднаний трубопроводом. 
Розташований безпосередньо в басейні Гданської затоки.
Порт обробляє в основному масові вантажі, вугілля та сиру нафту, а також генеральні вантажі в контейнерах.
Список баз і терміналів в Північному порту
- Паливний термінал Нафтопорту[en]
- вугільний термінал — повністю механізований термінал з добовою потужністю 50 тис. тонн і місткістю складських дворів до 600 тис. тонн[23]
- Термінал перевантаження скрапленого газу – термінал площею 11 га, розрахований на річну потужність перевантаження до 500 тис. тонн, призначений для приймання, зберігання, часткового змішування та розподілу зрідженого газу залізничними та автомобільними цистернами; база складається з 16 резервуарів загальною місткістю 13200 тонн[24]
- Контейнерний термінал DCT Gdańsk – термінал, побудований у 2007 році, площею 40 га, потужністю зберігання 28 000 TEU[25] і річною потужністю перевалки 3 млн TEU[26]; у 2014 році він обробив 1 188 380 TEU, і в кінцевому підсумку має досягти річної потужності перевалки 4 млн TEU[25]

### Зовнішній порт
Зовнішній порт (або центральний порт) є плановою інвестицією порту Гданська. 
Про початок аналітичної та концептуальної роботи було оголошено в березні 2015 року. 
Це перший із трьох кроків. 
Наступні етапи – документація та впровадження. 
Будівництво зовнішнього порту має дозволити порту в Гданську досягти стандарту порту п'ятого покоління
.